# Владимировка (Выборгский район)
Владимировка (до 1948 — Кискола, фин. Kiskola) — посёлок в Полянском сельском поселении Выборгского района Ленинградской области.

## Название
Свое название деревня Кискола получила, предположительно, от родового имени первопоселенца. 
После войны в деревне разместилось подсобное хозяйство «Ленснабуголь». Работники этой организации в 1948 году приняли решение переименовать деревню в Ручьи. Несколько месяцев спустя решением вышестоящих инстанций деревня была вновь переименована, теперь во Владимирово, с обоснованием — в память лейтенанта А. Ф. Владимирова, могила которого находилась близ деревни. Позднее деревня прекратила свое существование, а название Владимирово было перенесено на новостройки, занявшие земли бывших деревень Талпола, Коккола и Хяннилоя.
Переименование было закреплено указом Президиума ВС РСФСР от 13 января 1949 года.

## История
Основным занятием местных крестьян было земледелие и скотоводство, а также и рыболовство.

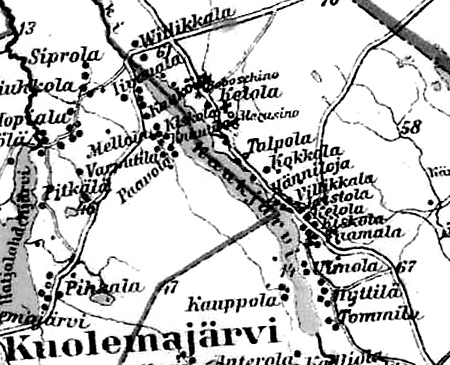
Деревни Кискола, Талпола, Коккола и Хяннилоя на финской карте 1923 года

До 1939 года деревня Кискола входила в состав большой деревни Каукъярви волости Уусикиркко Выборгской губернии Финляндской республики.
С 1 мая 1940 года по 30 сентября 1948 года — в составе Томмиловского сельсовета Каннельярвского района. 
С 1 августа 1941 года по 30 июня 1944 года — финская оккупация. 
С 1 октября 1948 года — в составе Старорусского сельсовета Рощинского района.
С 1 января 1949 года деревня учитывается административными данными как деревня Владимирово. 
В 1950 году население деревни составляло 101 человек. 
С 1 декабря 1954 года — в составе Краснофлотского сельсовета.
В 1958 году население деревни составляло 43 человека.
С 1 ноября 1959 года — в составе Полянского сельсовета.
С 1 февраля 1963 года — в составе Выборгского района.
Согласно данным 1966, 1973 и 1990 годов посёлок Владимировка входил в состав Полянского сельсовета.
В 1997 году в посёлке Владимировка Полянской волости проживали 14 человек, в 2002 году — 19 человек (русские — 95 %).
В 2007 году в посёлке Владимировка Полянского СП проживали 12 человек, в 2010 году — 27 человек.

## География
Посёлок расположен в южной части района на автодороге 41К-083 (Молодёжное — Черкасово).
Расстояние до административного центра поселения — 17 км.
Расстояние до ближайшей железнодорожной станции (законсервированной) Куолемаярви — 8 км. 
Посёлок находится на восточном берегу озера Красавица.

## Демография
| 2007 | 2010 | 2017 | 2021 |
| ---- | ---- | ---- | ---- |
| 12   | ↗27  | ↘6   | ↗22  |

## Улицы
Выборгское шоссе.